# Malta International 1988
Die Malta International 1988 im Badminton fanden vom 5. bis zum 7. Mai 1988 statt. Es war die 17. Auflage dieser internationalen Meisterschaften von Malta im Badminton.

## Titelträger
| Disziplin    | Sieger                            |
| ------------ | --------------------------------- |
| Herreneinzel | Tony Tuominen                     |
| Dameneinzel  | Alison Fisher                     |
| Herrendoppel | Thomas Althaus Hubert Müller      |
| Damendoppel  | Diana Koleva Andrea Roschinsky    |
| Mixed        | Thomas Althaus Charlotte Pederson |

## Finalergebnisse
| Disziplin    | Sieger                            | Finalist                       | Ergebnis           |
| ------------ | --------------------------------- | ------------------------------ | ------------------ |
| Herreneinzel | Tony Tuominen                     | Tariq Farooq                   | 15-8, 15-10        |
| Dameneinzel  | Alison Fisher                     | Diana Koleva                   | 11-0, 11-7         |
| Herrendoppel | Thomas Althaus Hubert Müller      | Pascal Kaul Tariq Farooq       | 12-15, 15-4, 18-17 |
| Damendoppel  | Diana Koleva Andrea Roschinsky    | Brigitte Lackner Sabine Ploner | 12-15, 15-2, 15-9  |
| Mixed        | Thomas Althaus Charlotte Pederson | Mika Heinonen Nina Sundberg    | 15-10,17-16        |